# Marans (Maine i Loira)
Marans és un municipi francès situat al departament de Maine i Loira i a la regió de País del Loira. L'any 2007 tenia 458 habitants.

## Demografia

### Població
El 2007 la població de fet de Marans era de 458 persones. Hi havia 150 famílies de les quals 20 eren unipersonals (16 homes vivint sols i 4 dones vivint soles), 67 parelles sense fills, 59 parelles amb fills i 4 famílies monoparentals amb fills.
La població ha evolucionat segons el següent gràfic:
Habitants censats

### Habitatges
El 2007 hi havia 163 habitatges, 152 eren l'habitatge principal de la família, 6 eren segones residències i 5 estaven desocupats. 155 eren cases i 8 eren apartaments. Dels 152 habitatges principals, 105 estaven ocupats pels seus propietaris, 45 estaven llogats i ocupats pels llogaters i 2 estaven cedits a títol gratuït; 9 tenien dues cambres, 19 en tenien tres, 41 en tenien quatre i 83 en tenien cinc o més. 121 habitatges disposaven pel capbaix d'una plaça de pàrquing. A 47 habitatges hi havia un automòbil i a 97 n'hi havia dos o més.

### Piràmide de població
La piràmide de població per edats i sexe el 2009 era:
| Homes | Edats   | Dones |
| ----- | ------- | ----- |
| 1     | 95 o +  | 4     |
| 2     | 90 a 94 | 4     |
| 5     | 85 a 89 | 6     |
| 2     | 80 a 84 | 5     |
| 3     | 75 a 79 | 10    |
| 7     | 70 a 74 | 5     |
| 7     | 65 a 69 | 1     |
| 3     | 60 a 64 | 10    |
| 6     | 55 a 59 | 4     |
| 18    | 50 a 54 | 17    |
| 19    | 45 a 49 | 16    |
| 18    | 40 a 44 | 19    |
| 12    | 35 a 39 | 13    |
| 14    | 30 a 34 | 12    |
| 16    | 25 a 29 | 17    |
| 13    | 20 a 24 | 8     |
| 17    | 15 a 19 | 20    |
| 17    | 10 a 14 | 16    |
| 17    | 5 a 9   | 18    |
| 13    | 0 a 4   | 14    |

## Economia
El 2007 la població en edat de treballar era de 316 persones, 261 eren actives i 55 eren inactives. De les 261 persones actives 245 estaven ocupades (125 homes i 120 dones) i 16 estaven aturades (8 homes i 8 dones). De les 55 persones inactives 23 estaven jubilades, 20 estaven estudiant i 12 estaven classificades com a «altres inactius».

### Ingressos
El 2009 a Marans hi havia 171 unitats fiscals que integraven 475,5 persones, la mediana anual d'ingressos fiscals per persona era de 17.630 €.

### Activitats econòmiques
Dels 12 establiments que hi havia el 2007, 2 eren d'empreses de fabricació d'altres productes industrials, 2 d'empreses de construcció, 2 d'empreses de comerç i reparació d'automòbils, 1 d'una empresa de transport, 1 d'una empresa d'hostatgeria i restauració, 1 d'una empresa d'informació i comunicació, 1 d'una empresa immobiliària, 1 d'una entitat de l'administració pública i 1 d'una empresa classificada com a «altres activitats de serveis».
Dels 3 establiments de servei als particulars que hi havia el 2009, 1 era un guixaire pintor, 1 electricista i 1 perruqueria.
L'any 2000 a Marans hi havia 20 explotacions agrícoles que ocupaven un total de 1.040 hectàrees.

## Equipaments sanitaris i escolars
El 2009 hi havia una escola elemental.

## Poblacions més properes
El següent diagrama mostra les poblacions més properes.